# ديفيد روبرتس (سياسي)
ديفيد روبرتس (بالإنجليزية: David Roberts)‏ هو سياسي أمريكي، ولد في 14 يوليو 1956 في هوبوكين في الولايات المتحدة. حزبياً، نشط في الحزب الديمقراطي. وقد انتخب عمدة هوبوكين ‏ (1 يوليو 2001 – 2009).